# Fotovoltaická elektrárna Přibyslavice

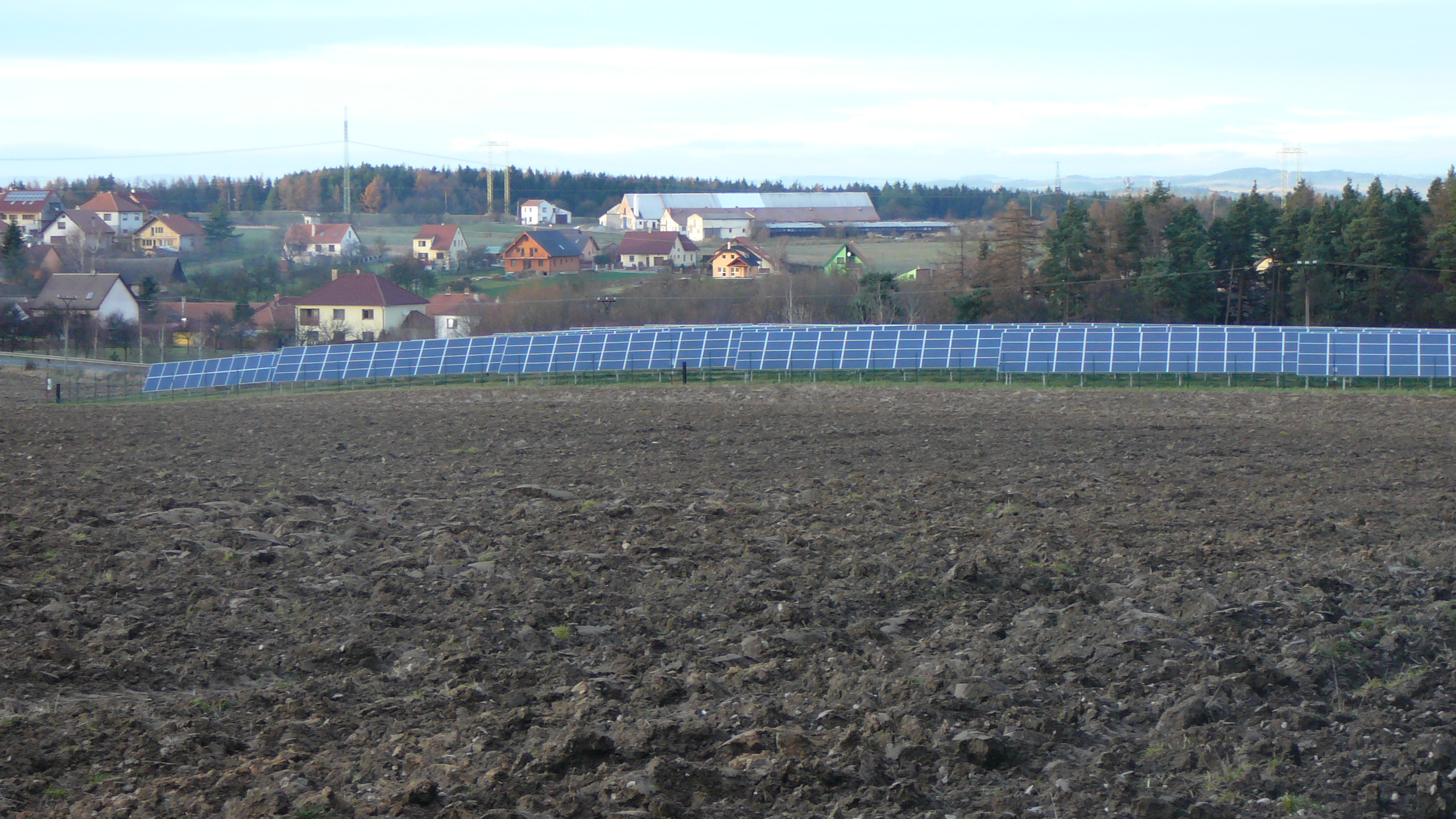
Fotovoltaická elektrárna Přibyslavice

Fotovoltaická elektrárna Přibyslavice se nachází v průmyslové zóně obce Přibyslavice na ploše 2 hektarů. Má celkový instalovaný výkon 0,861 MW. Pro její výstavbu bylo použito celkem 3825 solárních panelů. Výstavba elektrárny byla realizována v období červen–říjen 2010.